# Stare Siodło
Stare Siodło (słow. Staré sedlo, 1472 m) – przełęcz w grani głównej Tatr pomiędzy Hawraniem (2152 m) a Starą Jaworzynką (1505 m), położona po północnej stronie Tatr Bielskich. Administracyjnie zlokalizowana jest na terenie słowackiej miejscowości Zdziar. Siodło znajduje się na terenie obszaru ochrony ścisłej TANAP-u i jest niedostępne dla turystów, ponieważ nie prowadzą przez nie żadne znakowane szlaki turystyczne. 
Stoki wschodnie porasta las i chaszcze (w 1977 r. głównie wiatrołomy). Spod przełęczy opada w kierunku wschodnim Złoty Żleb, będący orograficznie lewym odgałęzieniem Strzystarskiego Żlebu. Na zachodnich, opadających do Doliny Czarnego Potoku stokach przełęczy znajduje się bardzo duża Stara Polana. Do czasu włączenia w obręb TANAP-u w 1954 r. był na niej prowadzony wypas owiec i bydła. Od momentu jego zniesienia polana systematycznie zarasta kosodrzewiną i lasem.
Przez Stere Siodło prowadzi Bielska Ścieżka nad Reglami. Władysław Cywiński w 4 tomie przewodnika Tatry opisuje jeszcze 5 innych dróg wiodących na Starą Przełęcz od Drogi Wolności, z Podspadów i ze Zdziarskiej Przełęczy.